# Imke Schellekens-Bartels
Imke Schellekens-Bartels, geboren: Imke Bartels (Hooge Mierde, 15 maart 1977) is een Nederlands amazone. Zij is de dochter van amazone Tineke Bartels, die tevens haar trainster is. Daarnaast traint zij ook bij Anky van Grunsven en Sjef Janssen. In 2008 heeft zij met haar paard Sunrise in teamverband meegedaan aan de dressuurwedstrijden op de Olympische Zomerspelen 2008 in Peking. De andere teamleden waren Anky van Grunsven met Salinero en Hans Peter Minderhoud met Nadine.

## Paarden
- Hunter Douglas Aachen
- Barbria
- Melvin V
- Hunter Douglas OO-Seven
- Hunter Douglas Sunrise
- Hunter Douglas Voice

## Palmares (selectie)

### Young Riders

#### Nederlandse kampioenschappen
- 1993: derde met Mexican
- 1996: derde met Allegretto

#### Europese kampioenschappen
- 1994: individueel twaalfde, in teamverband tweede met Mexican
- 1995: individueel derde, in teamverband eerste met Mexican
- 1996: individueel derde, tin teamverband tweede met Allegretto

### Senioren

#### Nederlandse kampioenschappen
- 1999: vierde met Barbria
- 2001: vierde met Barbria
- 2003: bronzen medaille met Gestion Lancet (lichte tour)
- 2004: vierde met Gestion Lancet
- 2005: zilveren medaille met Hunter Douglas OO-Seven (lichte tour)
- 2006: goud met Hunter Douglas Sunrise
- 2007: zilveren medaille met Hunter Douglas Sunrise

#### Europese kampioenschappen
- 2007: gouden medaille in teamverband, met Hunter Douglas Sunrise, een bronzen medaille in de Grand Prix Special, een bronzen medaille in de kür op muziek

#### Wereldkampioenschappen
- 2006: achtste plaats individueel, zilveren medaille in teamverband

#### Wereldbekerfinales
- 1998: zevende met Barbria
- 1999: zesde met Barbria
- 2006: vijfde met Hunter Douglas Sunrise
- 2007: zilveren medaille met Hunter Douglas Sunrise

Wereldruiterspelen
- 2010: Kentucky, eerste plaats met de Nederlandse dressuurequipe (met Sunrise)

#### Landenwedstrijden
- 2010: Aken, CHIO, derde in de Special met haar paard Sunrise

## Olympische Spelen
- Olympische Zomerspelen 2004: elfde individueel en de vierde plaats in teamverband met Gestion Lancet. De andere teamleden waren Anky van Grunsven met Salinero, Sven Rothenberger met Barclay en Marlies van Baalen met Idocus.
- Olympische Zomerspelen 2008: zilver in de Olympische landenwedstrijd voor dressuurruiters (14 augustus 2008). De Nederlandse ploeg bestond uit Imke Schellekens-Bartels (met Sunrise), Anky van Grunsven (met Salinero) en Hans Peter Minderhoud (met Nadine).